# Aaron Gavey
Aaron Gavey (* 22. Februar 1974 in Sudbury, Ontario) ist ein ehemaliger kanadischer Eishockeyspieler, der im Verlauf seiner aktiven Karriere zwischen 1991 und 2007 unter anderem 379 Spiele für die Tampa Bay Lightning, Calgary Flames, Dallas Stars, Minnesota Wild, Toronto Maple Leafs und Mighty Ducks of Anaheim in der National Hockey League (NHL) auf der Position des Centers bestritten hat. Einen signifikanten Teil seiner aktiven Laufbahn verbrachte Gavey zudem in der American Hockey League (AHL) und International Hockey League (IHL), wo er für sechs verschiedene Teams insgesamt 456 Partien absolvierte. Seinen größten Karriereerfolg feierte er bereits im Juniorenbereich im Trikot der kanadischen U20-Nationalmannschaft mit dem Gewinn der Goldmedaille bei der Junioren-Weltmeisterschaft 1994.

## Karriere

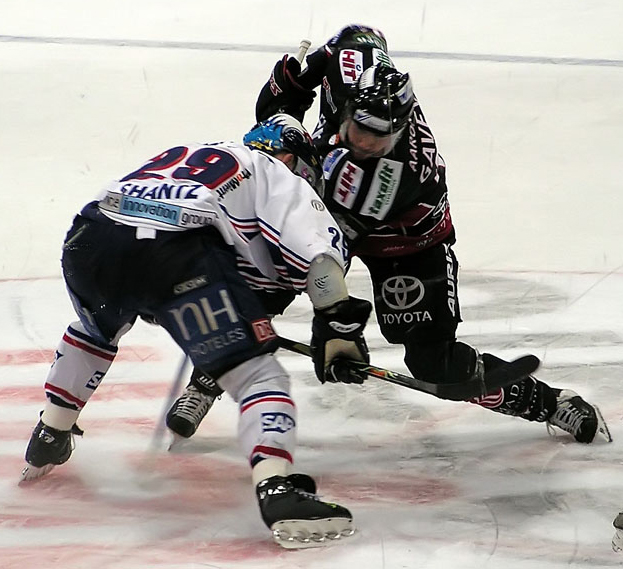
Gavey beim Bully gegen Jeff Shantz

Gavey spielte zunächst drei Jahre für die Sault Ste. Marie Greyhounds in der Ontario Hockey League (OHL). Am Ende der Saison 1991/92 gewann er mit dem Team die Meisterschaft in der OHL, den J. Ross Robertson Cup, und ein Jahr später unterlag das Team erst im Finale. Ebenfalls 1993 gewann er mit den Greyhounds den Memorial Cup, die höchste Trophäe im Junioren-Eishockey in Nordamerika.
Nachdem der Linksschütze im NHL Entry Draft 1992 von den Tampa Bay Lightning aus der National Hockey League (NHL) an 74. Stelle ausgewählt worden war, wechselte er zur Saison 1995/96 in die Organisation der Lightning. Insgesamt absolvierte er in der NHL 379 Partien für Tampa Bay, die Calgary Flames, Dallas Stars, Minnesota Wild, Toronto Maple Leafs und Mighty Ducks of Anaheim. Dabei war das Erreichen des Finalserie der Stanley-Cup-Playoffs 2000 mit den Dallas Stars in der Spielzeit 1999/2000 der größte Erfolg. Gavey spielte auch in der International Hockey League (IHL) und American Hockey League (AHL), zuletzt in der Saison 2005/06 für die Portland Pirates, wo er auch das Amt des Mannschaftskapitäns besetzte. Außerdem spielte er in der Saison 2004/05 in Norwegen für die Storhamar Dragons. Allerdings verließ er nach einem Einbruch in sein Haus und Drohungen gegen seine Familie den Verein nach nur einem Spiel wieder.
Kurz nach Beginn der Spielzeit 2006/07 unterschrieb Gavey einen Einjahresvertrag bei den Kölner Haien aus der Deutschen Eishockey Liga (DEL). Da dieser im Sommer 2007 aber vom KEC nicht verlängert wurde, beendete der Kanadier daraufhin im Alter von 33 Jahren seine aktive Karriere.

### International
Für sein Heimatland nahm Gavey mit der kanadischen U20-Nationalmannschaft an der Junioren-Weltmeisterschaft 1994 in Tschechien teil. Dabei gewann der Stürmer mit den Kanadiern die Goldmedaille, wozu er in sieben Spielen sechs Scorerpunkte beisteuerte.

## Erfolge und Auszeichnungen
- 1992 J.-Ross-Robertson-Cup-Gewinn mit den Sault Ste. Marie Greyhounds
- 1993 Memorial-Cup-Gewinn mit den Sault Ste. Marie Greyhounds
- 1994 Goldmedaille bei der Junioren-Weltmeisterschaft

## Karrierestatistik

### International
Vertrat Kanada bei:
- Junioren-Weltmeisterschaft 1994

(Legende zur Spielerstatistik: Sp oder GP = absolvierte Spiele; T oder G = erzielte Tore; V oder A = erzielte Assists; Pkt oder Pts = erzielte Scorerpunkte; SM oder PIM = erhaltene Strafminuten; +/− = Plus/Minus-Bilanz; PP = erzielte Überzahltore; SH = erzielte Unterzahltore; GW = erzielte Siegtore; 1 Play-downs/Relegation; Kursiv: Statistik nicht vollständig)